# Тореадоры из Васюковки (фильм)
«Тореадо́ры из Васюко́вки» (укр. «Тореадори з Васюківки») — украинский советский детский короткометражный комедийный фильм режиссёра Самария Зеликина. Снят по мотивам одного из эпизодов одноимённого произведения Всеволода Нестайко.
Фильм получил Гран-при на Международном фестивале в Мюнхене, Германия (1968 г.) и главную премию на Международном фестивале в Александрии, Египет (1969 г.).

## Сюжет
Желая прославиться и «утереть нос» «единоличнику» Салу, который прославился, разводя кроликов, двое деревенских мальчишек — Ява Рень и Павлуша Криворотько (в романе — Завгородний) — выбирают карьеру тореадоров. Однако на этом пути их ждут нелегкие испытания: украинский скот терпеливый и добродушный, но имеет собственное достоинство.

## В ролях
- Алексей Свистунов — дед
- Е. Пустовойт — дачник

Школьники:
- Саша Бартенев — Ява Рень
- Саша Минин — Павлуша Криворотько
- Коля Ушаков — Сало

И очень терпеливая корова Лиска.